# المجموعة الفردانية K2a
المجموعة الفردانية K2a أو K2a M2308-Z4842 أو السُّلالة K2a، هي مجموعة فردانيَّة بشريَّة ذكوريَّة. وتُعد السُّلالة K2a الفئة الفرعية الأساسية من المجموعة الفردانية K2، والتي بدورها سليل أساسي للمجموعة الفردانية K. بينما السليل الأساسي الوحيد لها هو المجموعة الفردانية K-M2313 و طفراتها المُعرَّفة (M2313، Z4858 S11799).
اعتبارًا من عام 2020، من المعروف أن خليفتها K-M2313 تحتوي على فئتين فرعيتين أساسيتين: المجموعة الفردانية NO1 (المعروفة أيضًا باسم NO-M214)، والتي تضم العديد من الأعضاء ومجموعة K-Y28299 النادرة للغاية، والمعروفة أحيانًا باسم NO2.
تم العثور على الحمض النووي المُباشر للسُّلالة K2a، فقط في بقايا شخصين من العصر الحجري القديم الأعلى، المعروفين باسم "رجل أوست-إيشيم" و"أواز-1 "، الذين عاشوا في سيبيريا ومنطقة بانات جنوب وسط أوروبا، على التوالي، وذلك حوالي 37-45 ألف سنة مضت. لم يتم التعرف على أي أمثلة على خلفها المُباشر K-M2313 أو في الذكور الأحياء أو البقايا. ومع ذلك، فإن الفئات الفرعية من NO1 (الحفيد) تشمل غالبية الذكور الأحياء في شرق آسيا وشمال أوراسيا وجنوب شرق آسيا. تم العثور على K-Y28299 في ثلاثة أفراد أحياء من الهند.

## الحواشي
1. ↑  Genetic Homeland, 2018, DNA Marker Index Chromosome Y M2308 (6 March 2018). نسخة محفوظة 2024-04-17 على موقع واي باك مشين.
2. ↑  Genetic Homeland, 2018, DNA Marker Index Chromosome Y M2313 (6 March 2018). نسخة محفوظة 2024-04-17 على موقع واي باك مشين.
3. ↑  YFull YTree v5.08, 2017, "K-M2335" (9 December 2017); PhyloTree, 2017, "Details of the Y-SNP markers included in the minimal Y tree" (9 December 2017); GeneticHomeland.com, 2016, DNA Marker Index Chromosome Y V4208 (9 December 2017). نسخة محفوظة 2023-12-21 على موقع واي باك مشين.